# Corythurus nocturnus
Corythurus nocturnus là một loài bướm đêm trong họ Noctuidae.